# São Sebastião do Alto
São Sebastião do Alto è un comune del Brasile nello Stato di Rio de Janeiro, parte della mesoregione del Centro Fluminense e della microregione di Santa Maria Madalena.